# Smečno
Smečno es una ciudad en la Región de Bohemia Central de la República Checa. Viven alrededor de 1,800 habitantes.

## Personas notables
- Jaroslav Borzita De Martinice (1582–1649), noble y representante de Fernando II, emperador del Sacro Imperio Romano Germánico (1619-1637)
- Heinrich Almeja-Martinic (1863–1932), político y primer ministro de Austria-Hungría entre 1916 y 1917

- Datos: Q1022963
- Multimedia: Smečno / Q1022963